# Lesch-Nyhan-Syndrom
Das Lesch-Nyhan-Syndrom (LNS), auch unter den Synonymen Hyperurikämie-Syndrom und Hyperurikose bekannt, ist eine Stoffwechselerkrankung als Folge eines Gendefektes, der X-chromosomal-rezessiv vererbt wird. Das Syndrom ist vergleichsweise selten: Seit der Erstbeschreibung im Jahr 1964 durch den Kinderarzt William L. („Bill“) Nyhan und den Studenten Michael Lesch sind über 150 Fälle dokumentiert. Betroffen sind fast ausschließlich Jungen bzw. Männer. Das Syndrom tritt mit einer durchschnittlichen Häufigkeit von 1:100.000 bis 1:50.000 auf.

## Genetik und Pathophysiologie

X-chromosomal rezessiver Erbgang

Ursächlich für das Lesch-Nyhan-Syndrom ist eine stark verminderte Aktivität (< 1 %) des Enzyms Hypoxanthin-Guanin-Phosphoribosyltransferase (HGPRT), die durch eine Mutation des HPRT1-Gens auf dem X-Chromosom (Xq26-q27.2) bewirkt wird. Neben dem Lesch-Nyhan-Syndrom sind auch andere Erkrankungen durch Mutationen dieses Enzyms bekannt. 
Bei einer teilweise erhaltenen Aktivität dieses Enzymes liegt ein Kelley-Seegmiller-Syndrom vor.
HGPRT ist am Purinstoffwechsel von Hypoxanthin und Guanin beteiligt, die als Nukleoside Bausteine für DNA und RNA sind; die verminderte Aktivität hat einen starken Anstieg von Harnsäure, Abbauprodukt der Purine, zur Folge.
Das Lesch-Nyhan-Syndrom wird X-chromosomal rezessiv vererbt. Da Männer nur ein X-Chromosom besitzen, kommt es zum Lesch-Nyhan-Syndrom, sobald dieses betroffen ist. Frauen können das Lesch-Nyhan-Syndrom nur in äußerst seltenen Fällen bekommen, da sie zwei X-Chromosome haben und beide betroffen sein müssten. Sie können jedoch Konduktoren der chromosomalen Besonderheit sein. Nur wenn Vater und Mutter ein betroffenes X-Chromosom vererben, das heißt, der Vater an dem Lesch-Nyhan-Syndrom erkrankt und die Mutter Überträgerin eines betroffenen Chromosoms ist, können auch Frauen erkranken.

## Krankheitsbild
Im etwa zehnten Monat nach der Geburt wird bei Babys mit Lesch-Nyhan-Syndrom eine auffällige Beinstellung bemerkbar und das Kind neigt zu Bewegungsarmut und Entwicklungsrückständen, Bewegungsauffälligkeiten bis zur Choreoathetose. Ein erhöhter Harnrückstand in der Windel kann auch ein erstes Anzeichen sein.
Während bei einer leichten Ausprägung der Krankheit einzig eine erhöhte Harnsäureausscheidung zu beobachten ist, kommt es bei schwereren Formen auch zu typischen Selbstverletzungen (häufig Lippen- und Fingerbisse als Möglichkeit zur Autostimulation) und kognitiven Beeinträchtigungen. Bei dem autoaggressiven Verhalten an den Extremitäten ist zu bemerken, dass sich die betroffenen Menschen nur in eine Hand beißen.
Neben der geschilderten Autoaggression können erkrankte Personen auch fremdaggressives Verhalten zeigen. Dieses richtet sich in der Regel gegen emotional nahestehende Bezugspersonen (Eltern, Geschwister, Freunde, Betreuer).

## Diagnostik
Die Diagnosestellung erfolgt häufig durch das klinische Bild. Erhöhte Harnsäure-Spiegel in Blut und Urin sind weitere, aber unspezifische Hinweise. Bestätigt wird die Diagnose durch die Messung der HGPRT-Aktivität in Blut und Gewebe, die stark vermindert ist, und durch den genetischen Nachweis der HPRT1-Mutation gesichert. Ein solcher ist auch schon pränatal möglich.

## Therapie, Prognose
Das Lesch-Nyhan-Syndrom ist nicht ursächlich heilbar. Durch die Behandlung mit Medikamenten (Allopurinol), die den Purinabbau hemmen, und eine spezielle Diät sind die Symptome zum Teil behandelbar. 5-Hydroxytryptophan-Gaben können die Athetose bessern. In manchen Fällen ist eine vorbeugende Entfernung der Milchzähne notwendig. Unbehandelt sterben Jungen mit dem Lesch-Nyhan-Syndrom innerhalb der ersten Lebensjahre und erreichen das Jugendalter nicht.
Neue Ansätze basierend auf Tiefenhirnstimulation versprechen Linderung der Symptome bis hin zum kompletten Einstellen der Selbstattacken.